# 취장구 (사오관시)

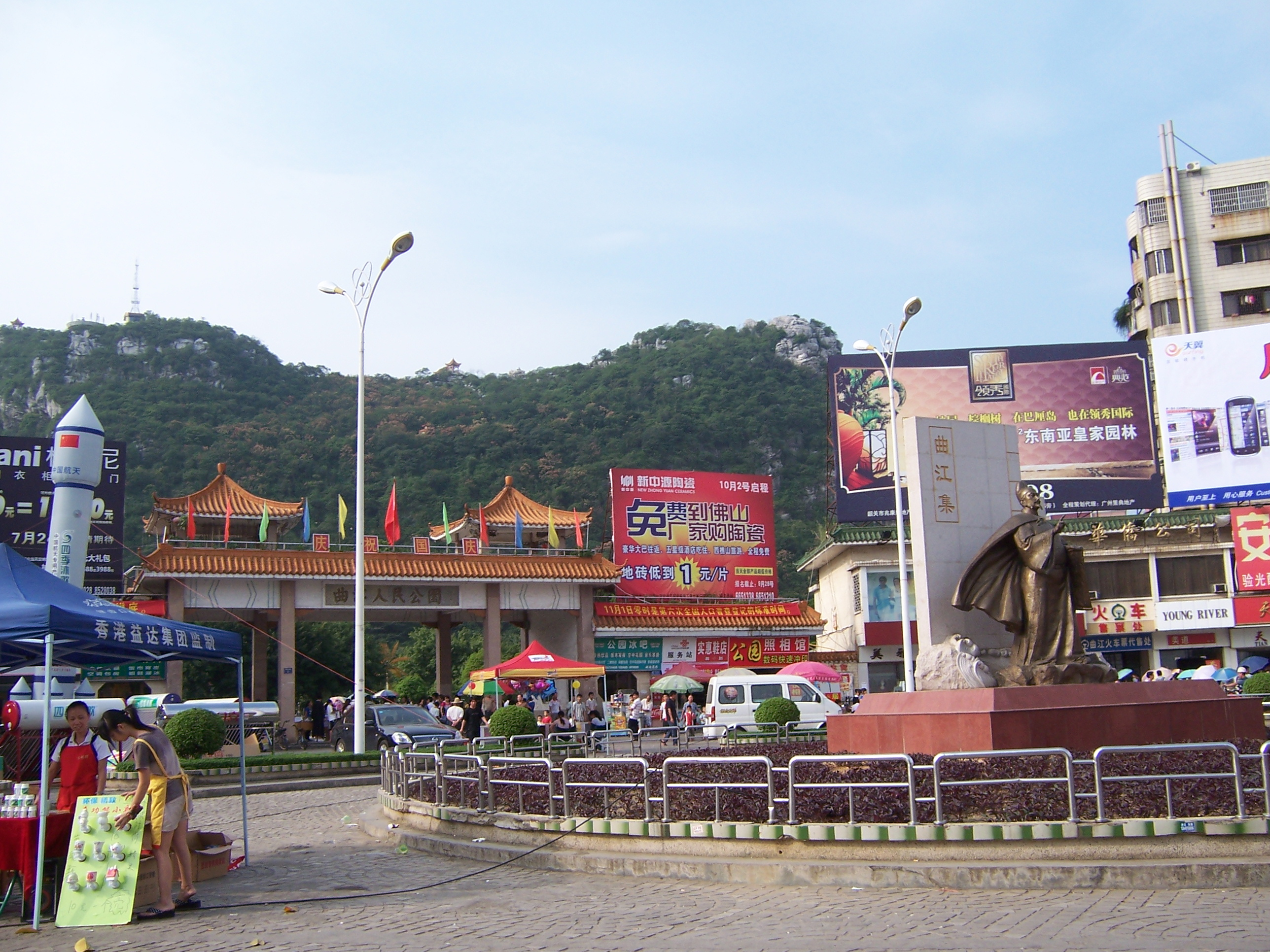

취장구(한국어: 곡강구, 중국어: 曲江区, 병음: Qǔjiāng Qū)는 중화인민공화국 광둥성 사오관 시의 현급 행정구역이다. 넓이는 1651km2이고, 인구는 2007년 기준으로 310,000명이다.
이곳에 위치한 난화사(南華寺)는 선종의 본산이기도 하며, 6대조인 혜능의 육신불이 안치되어 있다.

## 행정 구역
9개 진을 관할한다.
- 진: 马坝镇, 大塘镇, 小坑镇, 沙溪镇, 乌石镇, 樟市镇, 枫湾镇, 白土镇, 罗坑镇.